# 香港特别行政区政府驻武汉经济贸易办事处
香港特別行政區政府駐武漢經濟貿易辦事處（簡稱香港特區駐武漢經貿辦、香港駐武漢經貿辦、駐漢經貿辦或香港駐漢辦；英文：Hong Kong Economic and Trade Office in Wuhan，縮寫：WHETO）是香港特別行政區政府駐湖北省武漢市的官方機構，於2014年4月1日投入使用，是香港政府繼北京、廣州、上海及成都後，在中國內地設立的第五個辦事處。
由於香港是中華人民共和國的一部份，駐中國內地的經濟貿易辦事處與駐海外的有分別。駐內地經貿辦隸屬政制及內地事務局，而駐海外經貿辦則隸屬商務及經濟發展局。
香港駐漢辦成立之初臨時辦公地點臨時設立於武漢保利廣場A座18層，後轉入長期辦公地址漢口新世界國貿大廈。

## 職能
駐武漢辦的主要職能包括：進一步加強特區政府與湖北、湖南、山西、江西和河南五省的聯繫和溝通；促進有關省份與香港在經貿和其他範疇的交流與合作；支援在有關省份的港人港商；加深內地民眾對香港的認識；以及為在中部五省內遇上困難的香港居民提供實務性的協助。駐武漢辦設有五個組別，分別為：聯絡統籌組、經貿關係組、投資推廣組、行政及公共關係組和入境事務組，另設有駐湖南聯絡處和駐河南聯絡處。
2018年1月16日，駐武漢經貿辦入境事務組投入運作，為遇到紧急情况的香港居民提供協助，並為香港居民提供香港特區護照換領服務。

## 主任列表
1. 謝綺雯（2014年2月18日至2017年9月10日）[7][8][9][10]
2. 馮浩賢（2017年9月11日至2020年9月30日）[10][11][12]
3. 郭偉勳（2020年10月1日至2024年12月1日）[12][13][14]
4. 蔡敏君（2025年1月26日起）[15]

## 參見

香港駐內地經濟貿易辦事處與聯絡處，其中紫色區域為駐武漢經濟貿易辦事處服務範圍

## 外部連結
- 香港特別行政區政府 駐武漢經濟貿易辦事處 （页面存档备份，存于）
- 香港境外辦事處 （页面存档备份，存于）